# Награда Доситеј Обрадовић страном издавачу
Награда Доситеј Обрадовић страном издавачу установљена је и додељује се од 2007. године. Нагрaду добија страни издавач за представљање културе Србије и допринос превођењу књижевног стваралаштва Републике Србије. Награду додељују Задужбина „Доситеј Обрадовић”, Министарство културе и информисања Републике Србије и Међународни сајам књига у Београду.
Награда се састоји од новчаног износа за објављивање дела која афирмишу српску културу, уметнички израђене повеље и Сабраних дела Доситеја Обрадовића.

## Добитници
| Година | Добитник/ца                                                                                            | Образложење |
| ------ | --- | --- |
| 2007.  | Алојз Визер, власник и оснивач издавачке куће Визер Ферлаг из Клагенфурта (Аустрија)                   | Власник и оснивач аустријске издавачке куће "Визер Ферлаг" из Клагенфурта је Алојз Визер који већ две деценије промовише књижевност земаља средње Европе и Балкана. Издавачка кућа је дала велики допринос промоцији српске књижевности у Европи, нарочито током деведесетих година прошлог века. Алојз Визер је објавио десетине књига наших аутора (Андрић, Попа, Ливада, Великић, Ђорђевић), антологије српске прозе и поезије, портрет града Београда 1995., која садржи 50 прозних текстова српских и страних аутора о Београду. |
| 2008.  | Сизан Жил, кооснивачу куће Гаиа Едисион из Бордоа (Француска)                                          | Добитница награде Сизан Жил је пре 15 година почела да објављује књиге писаца скандинавских земаља, а касније им је прикључила писце са Балкана, Нигерије, Немачке и САД. Њена је заслуга да су за франкофонско говорно подучје објављена дела Светислава Басаре, Велимира Ћургуз Казимира, Ерика Коша, Мирјане Новаковић, Михајла Пантића, Мирослава Поповића, Миливоја Сребра, Драгана Великића, као и Антологија српске приповетке. |
| 2009.  | Габор Чордаш, оснивач издавачке куће Јеленкор из Печуја (Мађарска)                                     | Према речима господина Радомира Путника, "Јеленкор" је за непуних 20 година објавио читав низ важних дела српске књижевности, међу којима дела Павића, Петковића, Великића, која су се појавила у друштву врхунских европских писаца. Габор Чордаш и издавачка кућа „Јеленкор“ су најзаслужнији за присуство српске књижевности у Мађарској последње деценије. |
| 2010.  | издавачка кућа Зандонаи из Роверета (Трентино, Италија)                                                | Од свог оснивања 2007. године, издавач „Зандонаи" се определио за објављивање литературе са бившег југословенског простора, у чему значајан удео има савремена српска књижевност. Своју издавачку политику „Зандонаи“ заснива на представљању дела високе уметничке вредности која италијанску читалачку публику упознају са аутентичним књижевним световима... |
| 2011.  | издавачка кућа Сиела из Софије (Бугарска)                                                              | Издавачка кућа Сиела истакла се сталним вишегодишњим превођењем писаца из Србије и представљањем српског књижевног стваралаштва у иностранству. |
| 2012.  | издавачка кућа Калиграм из Братиславе (Словачка).                                                      | Издавачка кућа „Калиграм“ дала је велики допринос у презентовању наше културе земљама централне Европе кроз дела Александра Тишме, Радомира Константиновића, Владимира Пиштала, Драгана Великића и других. |
| 2013.  | издавачка кућа Пирамида из Лавова (Украјина)                                                           | Свет, нажалост, не разуме један мали јужнословенски језик, који је изванредно изражајан и милозвучан када га користе најизврснији међу нама- писци. Да би ова изражајност постала доступна другима, дела наших писаца ваља превести на остале језике, велике и мале. Но, то је тек пола посла. Друга половина је знатно тежа: наћи издавача вољног да објави дела српских аутора. У таквим околностима право је чудо када неки страни издавач реши да објави дело српског писца. А још ако се нађе такав који не остане само на понеком изузетку, него током низа година систематски публикује књиге наших аутора, онда је посреди прегнуће према коме нипошто не смемо да останемо равнодушни. Није случајно што је Пирамида баш из Лавова. Тамошњи универзитет главно је упориште српске културе у целој Украјини. Награда Задужбине „Доситеј Обрадовић“ више него заслужено припада „Пирамиди“. Када бисмо у свакој великој земљи имали по једног тако приврженог издавача, можда не би била сасвим без покрића охола максима „говори српски да те цео свет разуме“... |
| 2014.  | издавачка кућа Икона из Скопља (Македонија)                                                            | издавачка кућа „Икона” из Скопља објавила је више дела српских књижевника – Драгана Јовановића Данилова, Давида Албахарија, Јелене Ленголд, Михајла Пантића, Срђана Тешина, Ласла Блашковића, Саше Обрадовића... „Икона“је један од издавача чији је издавачки рад истинско остварење оних циљева због којих је пре неколико година и основана награда „Доситеј Обрадовић“, пример самосвесног и одговорног издавача који предано објављује књиге упркос приликама у којима живимо. |
| 2015.  | издавачка кућа Акантиладо из Барселоне (Шпанија)                                                       | Издавачка кућа „Acantilado“ из Барселоне основана је 1999. године и до данас је објавила велики број класика и савремених писаца, а објављивањем дела Иве Андрића, Александра Тишме и Данила Киша значајно је допринела афирмацији српске књижевности и културе у Шпанији и свету. |
| 2016.  | Центар књиге Рудомино из Москве (Русија)                                                               | У оквиру библиотеке „Рудомино“ пре неколико година је основана едиција „Српска реч“ која је центар преводилачке активности, пре свега дела српске литературе, као и едиција „Сто словенских романа“. „Центар књиге Рудомино“ из Москве објавио је у протеклих годину дана следеће књиге:„Ухвати звезду падалицу“ (Антологија савремене српске приче), „Ситничарница "Код срећне руке" Горана Петровића, „Овога пута о болу“ Михајла Пантића, „Гробница за Бориса Давидовича“ Данила Киша. У плану је издање још три књиге српских аутора до краја ове године. |
| 2017.  | издавачка кућа Паул Жолнај из Беча (Аустрија)                                                          | Издавачка кућа Paul Zsolnay Verlag Ges.m.b.H, Беч, Аустрија, један је од најугледнијих издавача на немачком језичком подручју. Основана је 1924. године, а од 1996. је укључена у минхенску издавачку кућу Carl Hanser Verlag. Током 2017. године објавила је нове преводе романа Иве Андрића На Дрини ћуприја (Die Brücke über die Drina) и Травничка хроника (Vesire und Konsuln), док је низ дела Данила Киша, Александра Тишме, Давида Албахарија и Драгана Великића објављено у оквиру заједничке издавачке куће Carl Hanser Verlag. |
| 2018.  | издавачка компанија Lit Edizioni (њене филијале, Elliot и Castelvecchi), са седиштем у Риму (Италија). | Ови издавачи су објавили у преводу проф. Луке Ваљо у претходне 2-3 године Прољећа Ивана Галеба Владана Деснице, Ходочаснике неба и земље Филипа Давида, Људи говоре Растка Петровића, Фратарске приче Иве Андрића. Избор дела и аутора потврђује високе критеријуме преводиоца и издавача и посвећеност афирмацији српске литературе међу читаоцима италијанског језика. |
| 2019.  | издавачка кућа Кастаниотис из Атине (Грчка)                                                            | Издавачка кућа Kastaniotis Editions S.A. је објавила претходних година више превода романа и приповедака српских писаца, „Велики рат“ Александра Гаталице (2016), „Енциклопедија мртвих“ Данила Киша (2018) , „Тесла, портрет међу маскама“ Владимира Пиштала (2019), настављајући тиме своја ранија издања превода прозе Иве Андрића, Милорада Павића и др. |